# Деметрій
Деме́трій, Дими́трій — грецьке чоловіче ім'я, давньогрецькою — Δημήτριος Деметріос,
новогрецькою — Δημήτρης Дімітріс,
латинська версія імені — Demetrius.
За походженням ім'я Деметрій — прикметник від імені богині Деметри, отже, значення імені — «Деметрин (син)». Жіноча версія імені — Деметрія.

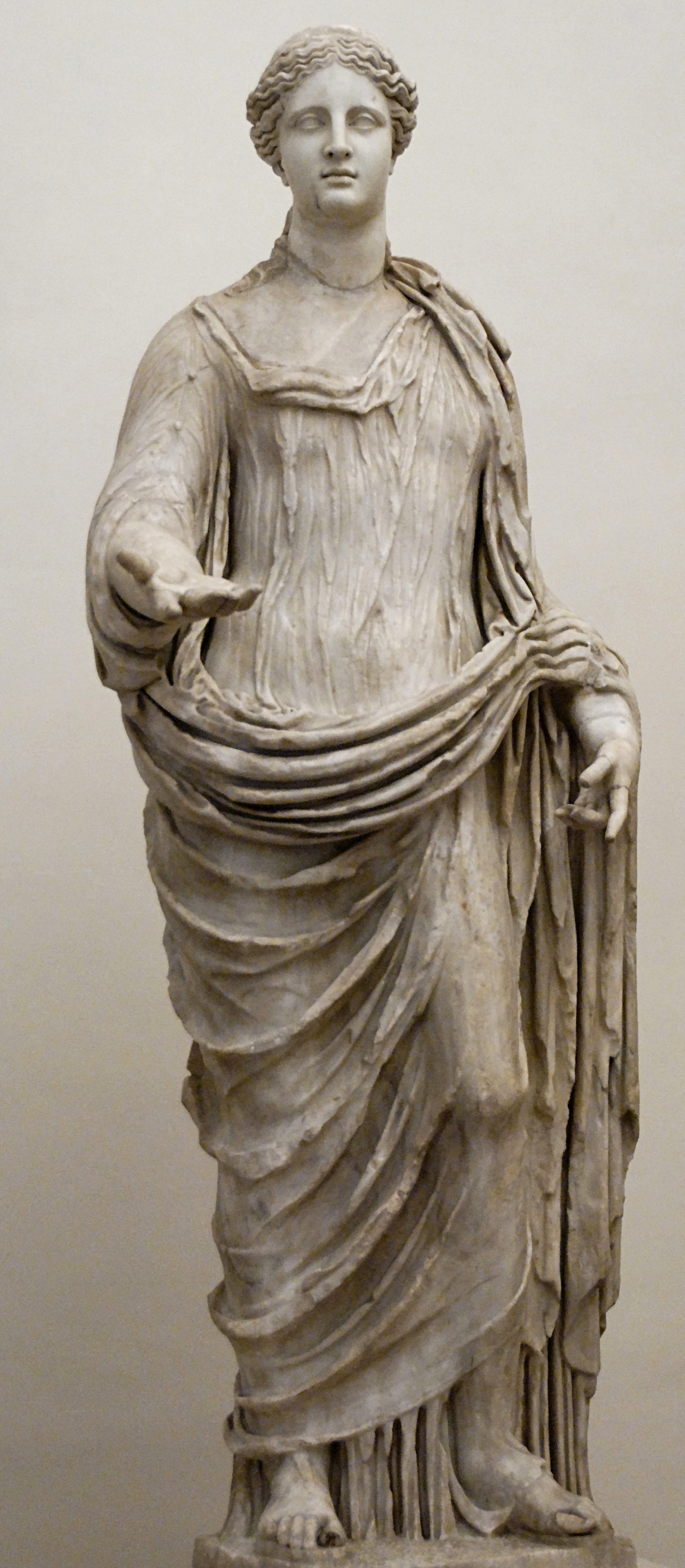
Статуя богині Деметри

В українські мові грецькі та латинське закінчення традиційно відкидаються і використовуються українізовані варіанти імені: Деметрій або Димитрій (інколи Дімітрій). Англійський варіант імені зазвичай передається з латинським закінченням — Деметріус.
Українське ім'я, похідне від грецького — Дмитро, у церковному середовищі використовується варіант Димитрій.

## Відомі представники

### Деметрій
- Деметрій I Поліоркет (бл. 337 — 283 до н. е.) — цар Македонії у 294–286 до н. е.
- Деметрій II Етолійський (помер  181 до н. е.) — цар Македонії у 239–229 роках до н. е.
- Деметрій (275 до н. е. —229 до н. е.) — македонський принц.
- Деметрій Красивий (285 до н. е. —249 до н. е.) — правитель Кирени.
- Деметрій I Сотер (187 до н. е. —150 до н. е.) — цар Сирійського царства у 162 до н. е.—150 до н. е.
- Деметрій II Нікатор (161 до н. е.. —125 до н. е.) — цар Сирії у 145–138 до н. е. та 129–125 роках до н. е.
- Деметрій III Філопатор Евкер (пом. після 88 до н. е.) — цар Сирії у 95—88 роках до н. е.
- Деметрій з Алопеки (IV ст. до н. е.) — давньогрецький скульптор.
- Деметрій Фалерський (бл. 355 до н. е. — після 283 до н. е.) — давньогрецький філософ, афінський державний діяч.

### Димитрій
- Димитрій I (1914–1991) — 296-й патріарх Константинополя.
- Димитрій Кантемир (1673–1723) — молдавський та російський державний діяч, науковець, композитор та письменник.
- Димитрій (Рудюк) (нар. 1971) — митрополит Української Православної Церкви Київського Патріархату.
- Димитрій Рупель (нар. 1946) — словенський державний і політичний діяч.
- Димитрій (Самбікін) (1839–1908) — єпископ Російської православної церкви
- Димитрій Солунський (пом. 306) — християнський великомученик.
- Димитрій (Туптало) (1651–1709) — український та російський церковний діяч, вчений, письменник.
- Димитрій Шажевський (нар. 1983 — гравець національної збірної Франції з регбі.
- Димитрій (Ярема) (1915–2000) — патріарх Київський і всієї України Української автокефальної православної церкви.

### Дімітрій
- Дімітрій Марков (1864–1938) — галицький громадський діяч та публіцист першої чверті XX сторіччя.
- Дімітрій Аракишвілі (1873–1953) — грузинський композитор.

### Деметріус
- Пауль Деметріус Коцебу (1801–1884) — російський військовий та державний діяч німецького походження.
- Деметріус Піндер (нар. 1989) — багамський легкоатлет, олімпійський чемпіон.
- Демітріус Джонсон (нар. 1986) — американський спортсмен.

### Дімітріс
- Дімітріс Аврамопулос (нар. 1953) — грецький політик і дипломат.
- Дімітріс Долліс (нар. 1956) — грецький та австралійський політик.
- Дімітріс Друцас (нар. 1968) — грецький політик, міністр закордонних справ Греції в 2010–2011.
- Дімітріс Кіцікіс (нар. 1935) — грецький тюрколог.
- Дімітріс Контопулос (нар. 1971) — грецький композитор, поет-пісенник, музичний продюсер.
- Дімітріс Контумас (нар. 1946) — грецький дипломат. Надзвичайний і Повноважний Посол Греції в Україні.
- Дімітріс Мітарас (нар. 1934) — один з найвизначніших грецьких художників 20 століття
- Дімітріс Мітропанос (1948—2012) — грецький співак, один з найвизначніших виконавців лаїко.
- Дімітріс Мітропулос (1896–1960) — грецький диригент, піаніст, композитор, педагог.
- Дімітріс Нанопулос (нар. 1948) — грецький фізик-теоретик.
- Дімітріс Пікіоніс (1887–1968) — грецький архітектор.
- Дімітріс П. Краніотіс (нар. 1966) — сучасний новогрецький поет.
- Дімітріс Палазіс (нар. 1960) — новогрецький поет.
- Дімітріс Реппас (нар. 1952) — грецький політик.
- Дімітріс Салпінгідіс (нар. 1981) — грецький футболіст.
- Дімітріс Сгурос (нар. 1969) — грецький піаніст-віртуоз.
- Дімітріс Хорн (1921–1998) — грецький актор театру та кіно.
- Дімітріс Христофіас (нар. 1946) — кіпрський політик-комуніст, шостий президент Кіпру.

### Деметріос
- Деметріос Вікелас (1835–1908) — грецький підприємець, поет, перший Президент Міжнародного олімпійського комітету.

### Деметрія
- Деметрія Ловато (нар. 1992) — американська актриса і співачка

## Варіанти імені
- алб. Dhimitër, Mitro
- біл. Зьміцер, Дзьмітры (Z'mitser, Dz'mitry)
- болг. Димитър (Dimitar)
- хорв. Dmitar
- нід. Dimitri
- англ. Dmitry
- фін. Mitri, Mitro, Dimitri
- фр. Dimitri
- нім. Demetrius
- грец. Δημήτριος, Δημήτρης (Demétrios, Dimitris)
- івр. (Dmitriy) דמיטרי
- угор. Dömötör
- італ. Demetrio
- мак. Димитар, Димитриja
- норв. Deiomitry
- пол. Dymitr, Demetriusz
- порт. Demétrio
- рум. Dumitru, Dimitrie
- рос. Дмитрий (Dmitriy)
- серб. Димитрије, (Dimitriye)
- словац. Demeter
- словен. Dimitrij, Mitja
- ісп. Demetrio
- укр. Дмитро